# Marat Shakirzyanovich Khusnullin

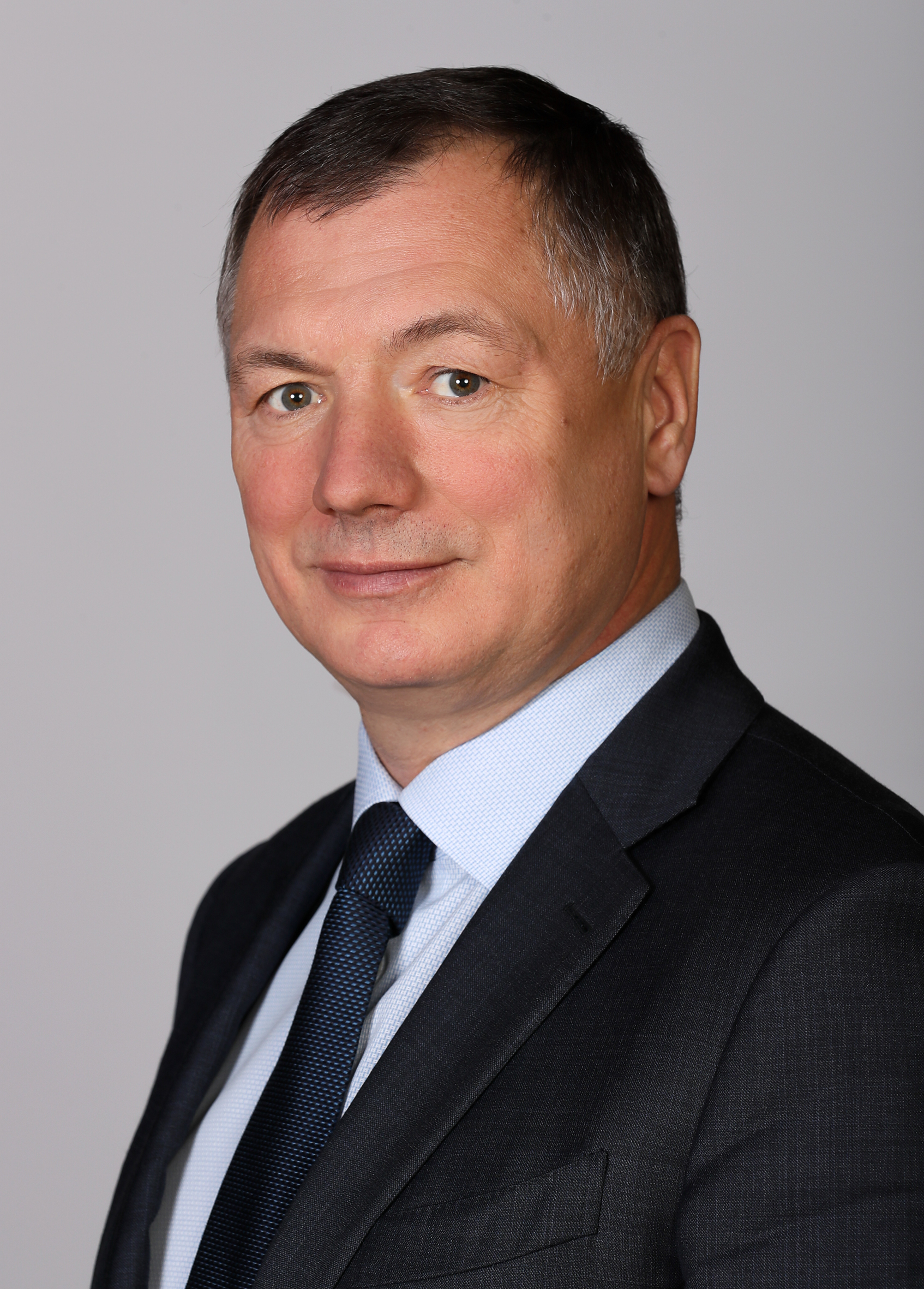
Marat Khusnullin

Marat Shakirzyanovich Khusnullin (tiếng Nga: Марат Шакирзянович Хуснуллин), sinh 9 tháng 8 năm 1966, là một chính trị gia Nga và một Phó Thị trưởng của Moskva trong Chính phủ của Moskva đối với phát triển đô thị và xây dựng.